# セレウコス1世
セレウコス1世（古代ギリシア語: Σέλευκος Α'、紀元前358年 - 紀元前281年）は、セレウコス朝の創始者（在位：紀元前312年 - 紀元前281年）。ニカトール（古代ギリシア語: Νικάτωρ、勝利王）と綽名された。

## 武将としての時代
マケドニア王国の貴族アンティオコスの息子で、アレクサンドロス大王の家臣として仕え、大王の東方遠征にも参加して活躍する。しかし他の大王の後継者（ディアドコイ）たちに比べれば当時は影が薄い存在で、アレクサンドロスの生涯に関する史料として最も重要視されるアッリアノスの『アレクサンドロス大王東征記』でも、セレウコスが最初に登場するのは、紀元前326年のヒュダスペス河畔の戦いの場面である。当時、彼は重騎兵（ヘタイロイ）の一員で、王の近衛歩兵部隊の指揮官であった。
紀元前324年にスーサで行なわれたギリシア人と東方人の集団結婚式では、アレクサンドロスに敗れたソグディアナの実力者スピタメネスの娘アパメーを娶る。このとき王に強いられて東方人の妻を迎えた者たちのほとんどは、やがて相手と離別したが、セレウコスだけは生涯アパメーと連れ添った。ソグディアナ人のアパメーを妻としたことは、後に彼の東方支配に大いに利したとされる。
アッリアノスによれば、アレクサンドロスがバビロンに帰還してから、彼の死の予兆となる不吉な事件が次々に起こったというが、そのなかのひとつにセレウコスが登場する。それによればアレクサンドロスが船団を率いてバビロン南方の沼沢地を進んでいたときに、彼のかぶっていた帽子とディアデマが風にさらわれて沼の芦に引っかかった。同時代人アリストブロスの記録では、一人の水夫がこのディアデマを王のもとに届けたとされるが、別伝によるとディアデマを王に手渡したのはセレウコスであり、彼が王の権威の象徴を手にしたことは、のちに彼が王位を獲得する前兆であったという。
その後、アレクサンドロスの死の直前に、王の治癒祈願のためセラピス神殿に参篭した者たちの中にも、セレウコスの名が見える。
アレクサンドロス3世の存命中にセレウコスの行動として記録されているものはこの程度である。

## ディアドコイ戦争
紀元前323年に大王が若くして世を去ると、セレウコスは当初、帝国摂政を称したペルディッカスに従い、紀元前321年に反ペルディッカス派を討伐するため共にエジプトへ遠征する。しかし、ナイル川の渡河すらままならないペルディッカスの実力に見切りをつけたセレウコスは同僚の将軍たち、ペイトンおよびアンティゲネスと共にペルディッカスをナイル川河畔で暗殺した。これを受けて大王の重臣のひとりであったアンティゴノスが急遽諸将をシリアに召集し、事態収拾と総督領の再分配のためにトリパラディソスの軍会を開催する。セレウコスはここでバビロニアの太守位を獲得し、名実ともにディアドコイとしての地歩を確立した。
しかし早くも同年のうちに、帝国全軍総司令官となったアンティゴノスと、旧ペルディッカス派とされ追討を宣言されたカッパドキア太守エウメネスらとの間で争いが再開される。紀元前319年に帝国摂政アンティパトロスが死去すると、その後継者争いも絡まって、大王の遺領をめぐるディアドコイの衝突が激化する。セレウコスはおおむねアンティゴノスの側に組して戦いつつ、自らの勢力を拡大していくことになる。
紀元前316年、イラン南部におけるパラエタケネの戦い、およびガビエネの戦いでアンティゴノスはついにエウメネスを敗死させた。しかしこの直後から、セレウコスはアンティゴノスに疎まれるようになり、さらに事後の領土再配分をめぐってアンティゴノスと決裂する。同じくアンティゴノスと決裂したメディア太守ペイトンが滅ぼされると、セレウコスはアンティゴノスの脅威から逃れるため紀元前315年にバビロンを脱出し、エジプトへ奔ってプトレマイオスと結んだ。両者は紀元前312年の春にガザの戦いでアンティゴノスの子デメトリオスを破った。これを挽回すべく、アンティゴノス自らがシリアに出陣してくると、セレウコスはその間隙を突き、東方への帰還を果たす。この時のセレウコスの率いる兵力はプトレマイオスから譲り受けたわずかなものだったが、セレウコスの善政を懐かしむバビロンの住民たちはこぞってセレウコスに味方し、同年10月1日にセレウコスはバビロンを回復した。一般にこれをもってセレウコス朝の開始とするが、彼が正式に王を称したのは紀元前305年のことであると言われている（アンティゴノス・デメトリオス父子がこの前年の紀元前306年に王を名乗ったため、セレウコスも対抗して王を称したという）。
その後、セレウコスはアンティゴノスから攻撃を受けるが、アンティゴノス派の有力者であったニカノルをティグリス河畔で破ってバビロニアの支配を確立した（バビロニア戦争）。さらにアンティゴノスとセレウコスとが対峙する間に、プトレマイオスが東地中海に勢力を伸ばした。そのためアンティゴノスはセレウコスの早期撃破を断念し、プトレマイオスとの戦いに注力せざるをえなくなり、一時ディアドコイ戦争が膠着化することとなった。セレウコスは、これを機として紀元前305年に、中央アジア・インド方面に兵を進める。これは当時混沌たる状況にあった帝国の東部を安定させるとともに、高地アジアへの再征によって大王の後継者としての自らの権威を高める目的もあったのであろう。
しかし、セレウコスはインダス流域で、その頃インドで成立したばかりのマウリヤ朝の初代王チャンドラグプタ（サンドロコットス）が率いる圧倒的な大軍と遭遇する。このとき、両者の間に軍事衝突があったかどうかは定かでない。いずれにせよ、ここで彼はチャンドラグプタと協定を結んだ。この協定でセレウコスはガンダーラやゲドロシアなど東部辺境地域を割譲し、自身の娘をチャンドラグプタの息子ビンドゥサーラ（アミトロカテス）の妃としてマウリヤ朝の後宮に入れるのと引き換えに、チャンドラグプタから500頭もの戦象を獲得した。これは地中海世界に戦象が本格的に姿を現すきっかけとなるとともに、後のイプソスの戦いで彼の勝利に大きな貢献をするものでもあった。
西方に戻ったセレウコスはプトレマイオス、カッサンドロス、リュシマコスらが結んだ反アンティゴノス同盟に加わった。紀元前301年春に中部アナトリアのイプソスで、セレウコス・リュシマコス連合軍はアンティゴノス・デメトリオス父子を撃破する（イプソスの戦い）。チャンドラグプタに譲り受けた戦象の活躍もあって、彼は圧倒的な勝利を収め、アンティゴノスは戦死し、デメトリオスは敗走した。ここにセレウコスはアジアにおける覇権を確立する。しかし、勢力を伸張させたセレウコスは、リュシマコスやプトレマイオスに警戒されることになり、以後彼らと対立するようになった。セレウコスはイプソスの戦いで敗走したデメトリオスと同盟することで、これに対抗した。

## セレウコス朝の確立

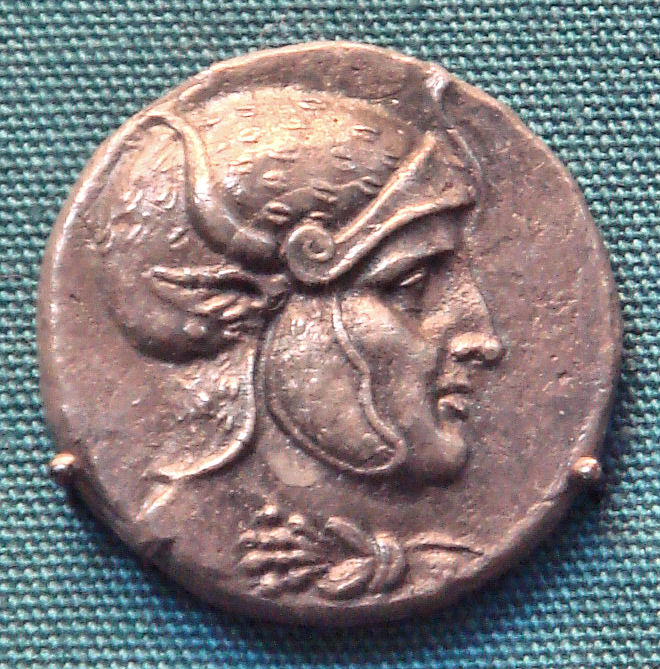
セレウコス1世の肖像が描かれたコイン（裏には勝利の女神ニーケーが描かれる）

イプソスの戦いの結果、セレウコスはシリア北部とアナトリアの中部を獲得した。新しい王国の首都とすべく、翌年5月22日にシリアのオロンテス河畔で新たな都市の建設がはじまった。これがアンティオキアであり、セレウコスの父アンティオコスの名にちなむものである。彼はその他にも母の名を冠したラオディケイア、妻の名を取ったアパメイアなど多くの都市を建設した。とくにティグリス河畔に築かれたセレウキアは王国の第2の都として、かつてのバビロンに代わって繁栄を極めることになる。
またシリア、セリキアなどに及ぶ広大な支配圏を72の行政区に再編し、領域内における通貨の統一を進め、長子アンティオコスにデメトリオスの娘で一時自分の寵妃であったストラトニケを与えて副王に任じ、王国東部の支配を委ねた（紀元前294年)。彼はやがてヨーロッパにも版図を拡大し、黒海とアゾフ海、カスピ海を大運河で結ぶ構想を抱いていたともいう。
紀元前288年、リュシマコスに敗れてマケドニアの王位を失ったデメトリオスが（この数年前にカッサンドロスの息子たちを滅ぼしたデメトリオスはマケドニアで王位を得ていた）、再起を図ってセレウコスのアナトリアの領土を奪おうと攻め込んできたが、これを降した。セレウコスはデメトリオスを虜囚とし、紀元前283年にデメトリオスが死ぬまで彼をシリアに監禁した。
紀元前281年、コルペディオンの戦いでセレウコスはリュシマコスを敗死させる。これによってディアドコイ最後の生き残り（プトレマイオスは既に前年に死去していた）となったセレウコスは、かつてのアンティゴノスすら成しえなかったアレクサンドロス帝国の再統一に最も近づく領土と権勢を得ることとなり、まさしく絶頂期であった。セレウコスは更に亡きリュシマコスが支配していた故国マケドニアに勢力を拡大しようと遠征を開始。故国に凱旋するのは間近に思われたが、その途上ヘレスポントス海峡の対岸リュシマキアの陣営で、マケドニア王にならんと野心を抱いた同行者のプトレマイオス・ケラウノス（プトレマイオスの息子）によって暗殺された。遺骸はシリアのセレウキアに運ばれ、この地の墓廟ニカトレイオンに葬られる。
セレウコス1世の時代、王朝はまさに全盛期だったが、その後は徐々に衰退してゆくこととなる。